# Cestrum obovatum
Cestrum obovatum är en potatisväxtart som beskrevs av Sendt. Cestrum obovatum ingår i släktet Cestrum och familjen potatisväxter. Inga underarter finns listade i Catalogue of Life.